# Institut des études et de la recherche sur le droit et la justice
L'Institut des études et de la recherche sur le droit et la justice (IERDJ) est un groupement d'intérêt public créé en novembre 2021. Il est issu d'une fusion entre l'ancien Institut des hautes études sur la Justice (IHEJ) et la Mission de recherche Droit et Justice (MRDJ), qui était un groupement d’intérêt public (GIP) créé à l’initiative conjointe du ministère de la justice et du CNRS par un arrêté du 11 février 1994.
L'IERDJ a pour objet la promotion d’une réflexion originale et prospective, le développement de la recherche et son soutien, ainsi que la mobilisation et la diffusion des connaissances sur les normes, la régulation juridique, les missions et le fonctionnement de la justice, dans tous les champs disciplinaires pertinents.
Son action s’adresse à l’ensemble des professionnels concernés, aux acteurs de la recherche et de la formation, comme à un plus large public, sur le plan national, européen et international.
Le dépôt de projets spontanés de recherche, soumis à l’évaluation du conseil scientiﬁque, est possible deux fois par an.
L’IERDJ est partenaire du premier programme européen de résidences pour chercheurs en droit : les « résidences Adamas », au centre culturel de rencontre du château de Goutelas.

## Prix
L'IERDJ remet deux prix : 
- le prix Vendôme, qui récompense une thèse de droit pénal, de procédure pénale ou de sciences criminelles portant sur un sujet intéressant particulièrement le ministère de la justice[6] ;
- le prix Carbonnier, créé en 2005, qui récompense les travaux issus d’une thèse ou un premier ouvrage portant sur le droit ou la justice, quelle que soit la discipline des sciences humaines et sociales concernée.

## Gouvernance
Selon la convention constitutive, les droits des membres ayant voix délibérative sont ainsi répartis :
- l'Etat (ministère de la justice, président du Conseil constitutionnel, vice-président du Conseil d’État, premier président de la Cour de cassation, premier président de la Cour des comptes, ministère de l'enseignement supérieur et de la recherche) : 51 % ;
- le Centre national de la recherche scientifique : 25 % ;
- la Caisse des dépôts et consignations : 4,5 % ;
- l'École nationale de la magistrature : 3 % ;
- le Conseil national des barreaux : 3 % ;
- le Conseil supérieur du notariat : 3 % ;
- la Chambre nationale des commissaires de justice : 3 % ;
- le conseil national des greffiers de tribunaux de commerce : 3 % ;
- la conférence des présidents des universités : 1,5 % ;
- l'association française des juristes d'entreprise : 1,5 % ;
- le Cercle Montesquieu, qui réunit des directeurs juridiques et secrétaires généraux : 1,5 %.